# Frohnhof (Petersaurach)
Frohnhof ([ˈfʁoːnˌhoːf] , fränkisch: Fro-huhf) ist ein Gemeindeteil der Gemeinde Petersaurach im Landkreis Ansbach (Mittelfranken, Bayern). Frohnhof liegt in der Gemarkung Vestenberg.

## Geografie
Der Weiler liegt an einer Steigung; dort entspringt ein linker Zufluss des Rippbachs, der seinerseits ein linker Zufluss des Haselbachs ist. 0,5 km nordwestlich liegt der Buchendwald, 0,5 km nordöstlich der Kindlerswald und 0,5 km südöstlich liegt das Waldgebiet Himmelreich. Gemeindeverbindungsstraßen führen nach Vestenberg (1 km östlich), nach Külbingen (1,2 km südlich) und Thurndorf (1,1 km westlich).

## Geschichte
Der Ort hieß ursprünglich „Ronhof“ bzw. „Ranhof“. 1476 war „Rohnhof“ ein Mannlehen der Herren von Vestenberg, die damit 1473/74 den Nürnberger Bürger Peter Volckamer belehnten. Am 9. November 1476 erwarb Hans von Eyb zu Vestenberg den „Rohen Hof“ von Peter Volckamer. Durch Tausch mit einem Hof in Bernhardswinden mit Stefan von Vestenberg wurde Hans von Eyb schließlich auch Lehensherr des Hofes. Während des Dreißigjährigen Kriegs verödete der Hof. Im Jahre 1649 ließ Hans Christoph von Eyb den Hof zu einem Herrensitz aufbauen. 1678 wurde das Anwesen erstmals als „Frohnhof“ bezeichnet, wohl in Anlehnung an das mittelhochdeutsche Wort „vrôn“ (= Herr). Das Rittergut Frohnhof entstand erst 1724.
In den Oberamtsbeschreibungen des Fürstentums Ansbach von Johann Georg Vetter aus dem Jahr 1732 wird der Ort folgendermaßen beschrieben: „Fronhoff, Ein dem Herrn von Eyb zugehöriger Hoff, samt 2. neben Güthlein, seind nach Vestenberg gepfarret, gehören aber mit dem Leichten [= Beerdigung] gleich Vestenberg zur Pfarr Haßlach. Die Vogthey gehört dem Herrn von Eyb, die Hochfraischl[iche] hohe Obrigkeit aber, dem allhiesigen Ober- und Castenamt Anßpach.“
Gegen Ende des 18. Jahrhunderts gab es in Frohnhof fünf Anwesen. Das Hochgericht übte das Rittergut Frohnhof im begrenzten Umfang aus. Es hatte ggf. an das brandenburg-ansbachische Hofkastenamt Ansbach auszuliefern. Die Dorf- und Gemeindeherrschaft hatte das Rittergut Frohnhof. Alle Anwesen hatten das Rittergut Frohnhof als Grundherrn. Neben den Anwesen gab es als herrschaftliche Gebäude die Amtsdienerwohnung und das Forsthaus. Das Rittergut Frohnhof gehörte zum Ritterkanton Altmühl. Es hatte auch über Frankendorf, Langenloh und Wustendorf die Dorf- und Gemeindeherrschaft inne, und die Grundherrschaft über insgesamt 60 Anwesen, die sich in folgenden Orten verteilten (in Klammern ist die Zahl der Anwesen angegeben): Adelmannsdorf (4), Bernhardswinden (1), Eyb (5), Frankendorf (7), Frohnhof (5), Immeldorf (6), Kaltengreuth (2), Kleinhaslach (1), Külbingen (12), Langenloh (4), Malmersdorf (1), Rückersdorf (1), Schönbronn (1), Weiherhof (1) und Wustendorf (9). Auch nach der Säkularisation (1803) hatte das Rittergut Frohnhof über seine Anwesen bis 1836 das Patrimonialgericht inne.
Von 1797 bis 1808 unterstand der Ort dem Justiz- und Kammeramt Ansbach. Es gab zu dieser Zeit vier Untertansfamilien.
Im Rahmen des Gemeindeedikts wurde Frohnhof dem 1808 gebildeten Steuerdistrikt Vestenberg und der 1811 gegründeten Ruralgemeinde Vestenberg zugeordnet. Diese wurde am 1. Mai 1978 im Zuge der Gebietsreform in Bayern in die Gemeinde Petersaurach eingegliedert.

### Baudenkmäler
- Haus Nr. 1 (Schlösschen): zweigeschossiger Bau des 18. Jahrhunderts mit Krüppelwalmdach und Stichbogenportal mit gerader Verdachung. Zugehörige ehemalige Zehntscheune des 18. Jahrhunderts, eingeschossig mit rustizierten Ecklisenen und Mansarddach[17]
- Haus Nr. 2: Scheune, wohl schon des 18. Jahrhunderts, eingeschossiger Fachwerkbau mit Krüppelwalm[18]

### Einwohnerentwicklung
| Jahr      | 001818 | 001840 | 001861 | 001871 | 001885 | 001900 | 001925 | 001950 | 001961 | 001970 | 001987 | 002009 | 002015 | 002022 |
| Einwohner | 29     | 39     | 38     | 33     | 33     | 37     | 32     | 56     | 46     | 37     | 31     | 38     | 37     | 26     |
| Häuser    | 6      | 7      |        |        | 6      | 7      | 6      | 6      | 6      |        | 6      |        |        |        |
| Quelle    | [ 20 ] | [ 21 ] | [ 22 ] | [ 23 ] | [ 24 ] | [ 25 ] | [ 26 ] | [ 27 ] | [ 28 ] | [ 29 ] | [ 30 ] | [ 1 ]  | [ 1 ]  | [ 1 ]  |

## Religion
Der Ort ist seit der Reformation evangelisch-lutherisch geprägt und war ursprünglich nach St. Maria (Großhaslach) gepfarrt, seit 1578 ist die Pfarrei St. Laurentius (Vestenberg) zuständig. Die Einwohner römisch-katholischer Konfession waren ursprünglich nach Unsere Liebe Frau (Heilsbronn) gepfarrt, seit 1992 sind sie nach St. Franziskus (Neuendettelsau) gepfarrt.